# تلمين
تقديم، هي إحدى قرى ولاية قبلي بالجنوب التونسي. ولا تبعد عن مركز الولاية إلا حوالي 5 كلم.
وكانت تسمى في العهد الروماني تريس تماليني Turris-Tamalleni. كما سماها الحميري تيمليمن (بدون مصدر)

## في العهد الروماني
تأسست هذه البلدة في العهد الروماني خلال القرن الأول للميلاد، وذلك بعد أن وقع تحديد أراضي قبيلة النبجنيي أو نفزاوة سنة 29-30 ب م فكانت أحد عناصر الليماس الطرابلسية. ونتيجة أهميتها أسند لها في عهد الإمبراطور هدريانوس (117-138)ب م) قانون المدينة الرومانية أو مونيقـبيوم، وأصبحت في القرن 4ب م مركز أسقفية.

## العربية الإسلامية
خلال الفتوحات الإسلامية، مر القائد عقبة بن نافع بنفزاوة وفتح عاصمتها تلمين وأسس بها جامعا بقي إلى اليوم يحمل اسمه جامع سيدي عقبة. اعتبرها الحميري في كتابه الروض المعطار في خبر الأقطار «مدينة لطيفة حصينة لها أرباض ولها غابة نخل وزيتون وجميع الفواكه فيها». وقارنها بمصر أي القاهرة إذ أورد ما قاله بعضهم فيها من أن «تيمليمن سبعة أحرف على لطفها وخمول ذكرها، ومصر ثلاثة أحرف على عظمها وسمو ذكرها».
أصبحت خلال العهد الحديث إحدى عاصمتي نفزاوة، وكانت العاصمة الأخرى هي قبلي.